# High Yellow
High Yellow è un film drammatico statunitense del 1965 diretto da Larry Buchanan.

## Trama
Una diciassettenne nera ma dalla pelle molto chiara cerca di passare per bianca per essere assunta dal ricco produttore cinematografico Mr. Langley.

## Produzione
Il film è stato prodotto dalla Dinero Productions e dalla Thunder e girato a Dallas, Texas.

## Distribuzione
Il film è stato distribuito nelle sale statunitensi il 4 agosto 1965 e in VHS nel 1992 dalla Something Weird Video.

### Titolo
L'espressione high yellow, o semplicemente yellow (compresi i termini dialettali yaller, yeller) è usata nella lingua inglese comune negli Stati Uniti per indicare le persone dalla pelle chiara di origine nera. L'espressione veniva utilizzata in particolare nel XIX secolo e nei primi decenni del XX secolo e apparve anche in numerose canzoni dell'epoca, come The Yellow Rose of Texas.